# Katedra Filologii Rosyjskiej Uniwersytetu Rzeszowskiego
Katedra Filologii Rosyjskiej Uniwersytetu Rzeszowskiego (KFR UR) – jednostka dydaktyczno-naukowa należąca do struktur Wydziału Filologicznego Uniwersytetu Rzeszowskiego, powstała w jako jedna z pierwszych placówek w Wyższej Szkole Pedagogicznej w Rzeszowie w 1965 roku. Dzieli się na 3 zakłady. Prowadzi działalność dydaktyczną i badawczą związaną z rozwojem i funkcjami wybranych gatunków literackich w literaturze rosyjskiej i radzieckiej, związkami literackimi polsko-rosyjskimi i polsko-ukraińskimi, wybranymi problemami literatury rosyjskiej XIX wieku, sacrum w literaturze rosyjskiej, składnią porównawczą języka polskiego i rosyjskiego, historią języka rosyjskiego w połączeniu z gramatyką historyczną i gramatyką języka scs, dydaktyką języka rosyjskiego. Katedra oferuje studia na kierunku filologia rosyjska oraz studia podyplomowe. Aktualnie w katedrze kształci się 393 studentów w trybie dziennym (326 studentów) i zaocznym (67 studentów) oraz 48 słuchaczy studiów podyplomowych. Katedra wydaje własne zeszyty naukowe Glottodydaktyka, które wydawane są w ramach Serii Filologicznej.
Kadrę naukowo-dydaktyczną tworzy aktualnie 22 pracowników naukowo-dydaktycznych i dydaktycznych, w tym 3 zatrudnionych na stanowisku profesora zwyczajnego, 1 ze stopniem naukowym doktora habilitowanego na stanowisku profesora nadzwyczajnego, 17 adiunktów z tytułem doktora i 1 asystent z tytułem magistra. Poza tym w katedrze pracuje także 2 pracowników naukowo-technicznych (1 magister – asystent kierownika katedry, zajmujący się obsługą sekretariatu oraz 1 magister inżynier, będący opiekunem pracowni informatycznej i czytelni.  

## Historia
Początki dzisiejszej Katedry Filologii Rosyjskiej Uniwersytetu Rzeszowskiego związane są z powołaniem do życia w 1965 roku na Wyższej Szkole Pedagogicznej w Rzeszowie Katedry Historii Literatury Rosyjskiej, kierowanej przez doc. dra Aleksandra Dorosa. W 1975 roku w ramach ówczesnej katedry powołano trzy Zakłady: Zakład Literatury Rosyjskiej i Radzieckiej, Zakład Języka Rosyjskiego i Zakład Metodyki Nauczania Języka Rosyjskiego. Rok później katedra została przeniesiona do nowego gmachu przy alei Rejtana 16b w Rzeszowie. W 1981 roku staraniem ówczesnych władz katedra została przekształcona w Instytut Filologii Rosyjskiej, który ponownie w 2010 roku powrócił do statusu katedry.

## Władze (2012–2016)
Kierownik: p.o. prof. dr hab. Zofia Czapiga
Zastępca Kierownika: dr Małgorzata Dziedzic

## Poczet kierowników
Katedra Historii Literatury Rosyjskiej
- 1965–1981: doc. dr Aleksander Doros - filolog rosyjski (językoznawstwo)

Instytut Filologii Rosyjskiej
- 1981–2005: prof. dr hab. Marian Bobran - filolog rosyjski (językoznawstwo)
- 2005–2010: dr hab. Antoni Paliński, prof. UR - filolog rosyjski (glottodydaktyka)

Katedra Filologii Rosyjskiej
- 2010–2012: prof. dr hab. Kazimierz Prus - filolog rosyjski (historia literatury rosyjskiej, literaturoznawstwo)
- od 2012 r.: dr Grzegorz Ziętala - filolog rosyjski (glottodydaktyka, językoznawstwo stosowane)

## Kierunki kształcenia
Katedra Filologii Rosyjskiej Uniwersytetu Rzeszowskiego kształci studentów na kierunku filologia rosyjska na studiach pierwszego stopnia, trwających 3 lata, które kończą się uzyskaniem tytułu licencjata. Po ukończeniu studiów pierwszego stopnia ich absolwenci mogą kontynuować naukę na studiach drugiego stopnia, które trwają 2 lata i kończą się otrzymaniem tytułu magistra. Do wyboru są następujące specjalizacje:
- rosyjski i angielski język biznesu
- translatoryka

Katedra prowadzi również następujące studia podyplomowe w zakresie translatoryki polskich i rosyjskich tekstów specjalistycznych.

## Struktura organizacyjna

### Zakład Historii Literatury Rosyjskiej
Pracownicy:
- Kierownik: prof. dr hab. Kazimierz Prus
- prof. dr hab. Nataliia Maliutina
- dr Agnieszka Lis-Czapiga
- dr Henryk Grzyś
- mgr Anna Toczyńska-Pęksa

### Zakład Językoznawstwa Porównawczego
Pracownicy:
- Kierownik: prof. dr hab. Zofia Czapiga
- dr Stanisława Bałut
- dr Dorota Chudyk
- dr Marcin Grygiel
- dr Anna Stasienko
- dr Anna Rudyk
- dr Jolanta Kur-Kononowicz

### Zakład Językoznawstwa Stosowanego
Pracownicy:
- Kierownik: dr hab. Ewa Dźwierzyńska, prof. UR
- dr Katarzyna Buczek
- dr Artur Czapiga
- dr Maria Kossakowska-Maras
- dr Joanna Smoła
- dr Grzegorz Ziętala
- dr Anna Żarska
- dr Małgorzata Dziedzic
- dr Magdalena Woś
- dr Volha Ratmistrava

## Adres
Katedra Filologii Rosyjskiej 

Uniwersytetu Rzeszowskiego 

al. Rejtana 16 b 

35-959 Rzeszów